# Lutrano
Lutrano è una frazione del comune di Fontanelle, in provincia di Treviso.
Situata a sud del capoluogo, lungo la strada regionale Cadore-Mare, è a poche centinaia di metri dal confine con il comune di Oderzo.

## Monumenti e luoghi d'interesse

### Chiesa di Lutrano
La chiesa di Lutrano è detta "antica" fin dal 1500. La chiesa attuale fu ampliata e restaurata tra il 1832 e il 1850. Furono aggiunte due navate alla chiesa nel 1913, ad opera di Vincenzo Rinaldo. Nel 1918, dopo l'invasione austriaca, fu minato il campanile: un terzo della navata laterale fu rovinato, il battistero spezzato, furono rotte due porte grandi, le porte della sacrestia e tutti i vetri; i muri delle ali sono rotti in varie parti e mancano pezzi di pavimento e soffitto. Il campanile è stato ricostruito più alto del vecchio e in stile romanico, alto 55 metri (tra i più alti nella zona).
L'altare maggiore fu costruito in marmo nel 1842 per sostituire il precedente.
L'altare di S. Nicolò, titolare della chiesa, è di marmo con le colonne in marmo nero e una tela (san Nicolò V., sant'Antonio abate e san Mauro).
L'organo è un De Lorenzi,probabilmente acquistato dal santuario di Motta., e il tabernacolo è abbastanza recente (1977).

### Chiesetta e oratorio di Santa Maria di Palù
La chiesa di santa Maria (probabilmente S. Maria Maddalena) di Palù esisteva già dal 1185, come risulta da una bolla di Papa Lucio III. Fu chiusa al culto nel 1665, ma rimase la piccola fonte perenne che sgorga da sotto l'altare, ritenuta miracolosa per le malattie agli occhi. Attorno alla fonte fu costruito un tempietto romantico opera di D. Emilio Girelli.

## Toponomastica
Ci sono varie ipotesi sull'origine del nome Lutrano. Secondo una di queste il nome deriverebbe da un benestante romano, Lotteius o Lotterius, che con i suoi possedimenti avrebbe dato il nome alla località. Per altri Lutrano deriva dal nome latino luttus cioè fango.Altri ancora sostengono che siano le lontre ad avere dato il nome al Paesino.

## Storia

### Origini
Il più antico documento su Lutrano è un diploma a favore dell'abbazia di S. Maria di Sesto al Reghena, pubblicato dal re Berengario il 21 marzo 888. In questo documento si fa per la prima volta l'elenco dei beni appartenenti all'abbazia. Alcune proprietà furono già donate da Carlo Magno (718), da Lotario I (830) e da Ludovico II (825) e confermate da Berengario, mentre altre sono da lui concesse all'abate Alberto. Tra queste figura anche la curtis de luttrano. La curtis era un piccolo nucleo abitato, costituito da alcune case rustiche disposte attorno a uno spazio o un cortile più o meno ampio.
Questo documento è molto importante, perché, precedentemente, la data più antica che si conosceva su Lutrano era il 1288, anno in cui il vescovo di Ceneda Pietro Calza compì la visita pastorale della parrocchia.

## Archeologia
Lutrano era attraversata da un'importante via romana che dalla antica Opitergium portava a Ceneda e a Serravalle.Lungo il percorso di questa antica strada nell'ultimo secolo sono state ritrovate molte tombe di età romana, più o meno ricche, in genere appartenenti a gente povera: forse agricoltori.

## Sport
La squadra di calcio del paesino è quella del capoluogo, il Fontanelle calcio, che milita in Promozione Regionale. Per la pallamano la squadra di riferimento è la pallamano Oderzo - Fontanelle.

### Amatori calcio Lutrano
La squadra amatoriale di calcio di Lutrano può vantare la vittoria di tre titoli italiani ed altri numerosi successi
ai livelli regioni e provinciali. Nell'estate 2011 ha anche disputato i campionati europei, uscendo ai calci di rigore nei quarti di finale contro i francesi. Nel 2012 è Israele a fermare la corsa sempre ai rigori in semifinale nel l'europeo di Montecarlo. Nel 2015 i rigori sono invece benevoli e il Lutrano al terzo tentativo diventa campione d'Europa in finale contro i tedeschi in quel di Riccione. Nel 2019 vinsero la finale dell'europeo a Salisburgo.